# Dominowo
Dominowo ist ein Dorf und Sitz einer Gemeinde in Polen im Powiat Średzki (Großpolen) der Woiwodschaft Großpolen.

## Gemeinde
Zur Landgemeinde Dominowo gehören 19 Ortsteile mit einem Schulzenamt:
| - Biskupice (Königlich Biskupitz, Bischofswerder) - Borzejewo (Borzejewo, Boschkau) - Bukowy Las (Buchwald) - Chłapowo (Chlapowo, Schönhof) - Dominowo (1908–1919 Herrenhofen) - Dzierżnica (Scherndorf) - Gablin (Gabel) | - Giecz (Niederstedt, Gietsch) - Karolewo - Kopaszyce (Desenberg) - Mieczysławowo (Langenschwerten) - Murzynowo Kościelne (Kirchlich Murzynowo, Schwarzendorf) - Nowojewo - Orzeszkowo (Orzeszkowo, Orschkau, Nußdorf) | - Poświątno - Rusiborek (Rusiborek, Rutenbusch) - Rusibórz (Rusiborz, Rutenbach) - Sabaszczewo (Saben) - Zberki (Schurshof) |

Weitere Ortschaften der Gemeinde sind Andrzejpole, Bagrowo (Bachstedt), Grodziszczko, Janowo (Hanstedt), Marianowo (Marienruh), Michałowo, Szrapki und Wysławice.